# Deniz Türüç
Deniz Türüç, född 29 januari 1993, är en turkisk fotbollsspelare som spelar för İstanbul Başakşehir.

## Klubbkarriär
I augusti 2019 värvades Türüç av Fenerbahçe. Den 5 oktober 2020 lånades han ut till İstanbul Başakşehir på ett låneavtal över säsongen 2020/2021. Det blev därefter en permanent övergång till İstanbul Başakşehir för Türüç som skrev på ett treårskontrakt.

## Landslagskarriär
Türüç debuterade för Turkiets landslag den 27 mars 2017 i en 3–1-vinst över Moldavien, där han blev inbytt i den 65:e minuten mot Oğuzhan Özyakup.